# Поярков, Даниэл Игоревич
Даниэл Игоревич Поярков (род. 12 марта 2003, Тверь) — российский хоккеист, нападающий.

## Биография
С пяти лет начал заниматься в тверской СШОР по хоккею (тренеры Зиновий Френкин, Аркадий Обухов). Также играл за команды «Тверские тигры» (2011/12), «Динамо» Москва (2012/13), «Клин спортивный» (2013—2015), ХК «Дмитров» (2015—2017), «Тверичи» (2017—2020). С 2020 года — в системе нижнекамского «Нефтехимика», в сезонах 2020/21 — 2022/23 играл за команду МХЛ «Реактор». С сезона 2023/24 стал выступать за «Ижсталь» в ВХЛ. 3 ноября 2024 года в гостевом матче против «Барыса» (1:2 Б) дебютировал в КХЛ.